# Étape des Champs-Élysées du Tour de France
Pour des articles plus généraux, voir Dernière étape du Tour de France et Avenue des Champs-Élysées.
L'étape des Champs-Élysées du Tour de France constitue l'ultime étape du Tour de France, une course cycliste par étapes.
La course achève son parcours sur l'avenue des Champs-Élysées dans le 8e arrondissement de Paris depuis la 62e édition en 1975, sauf en 2024.
Dans cette étape, la Belgique est la nation la plus titrée (avec 13 victoires) tandis que le Britannique Mark Cavendish est le coureur qui a remporté le plus grand nombre de victoires (4).

## Historique

### Avant l'étape des Champs-Élysées
Lors des deux premiers Tour de France, en 1903 et 1904, la sixième et dernière étape Nantes-Paris se termine à Ville-d'Avray, à une quinzaine de kilomètres de Paris. De la 3e édition en 1905 jusqu'en 1967, le Tour de France s'achève sur l'ancien vélodrome du Parc des Princes dans le 16e arrondissement de Paris. Entre 1968 et 1974, l'arrivée est jugée au vélodrome de la Cipale, au Bois de Vincennes dans le 12e arrondissement de Paris[pertinence contestée].

### Création et première arrivée de l'étape
En 1974, Félix Lévitan, codirecteur du Tour de France et Yves Mourousi, journaliste à l'ORTF et sur France Inter, suggèrent une arrivée sur l'avenue des Champs-Élysées. Yves Mourousi a contacté directement Valéry Giscard d'Estaing, président de la République, entré en fonction en mai de cette même année, pour obtenir son accord.
La première arrivée du Tour de France sur les Champs-Élysées a donc lieu le 20 juillet 1975 lors de la 22e étape : il s'agit d'une étape en ligne Paris-Paris de 25 tours de circuit (163,5 km en comptant le départ). Le Belge Walter Godefroot l'emporte au sprint et le Français Bernard Thévenet, vainqueur du Tour, reçoit le maillot jaune des mains du président de la République Valéry Giscard d'Estaing. Au terme de l'édition de 1975, le Français Jean-Claude Misac se voit également attribuer un prix original mis en compétition par la chaîne TF1 qui retransmet la compétition, au titre du coureur le plus souvent apparu sur l'écran lors des 25 derniers kilomètres des étapes.

### Composition de l'étape
En 1976 et 1977, un contre-la-montre d'un tour de circuit a lieu le matin, suivi de l'étape en ligne de 14 tours (91 km) l'après-midi. En 1977, le Français Alain Meslet devient le premier coureur à l'emporter en solitaire. 
De 1975 à 1977, cette étape a pour ville de départ Paris. Excepté en 2000, la dernière étape du Tour s'élance de l'extérieur de la capitale à partir de 1978. Depuis cette date, seule la fin de l'étape emprunte le parcours, et le nombre de tours oscille entre 6 et 8, sauf en 2003 et en 2013 où dix tours avaient été parcourus, à l'occasion du centenaire du Tour et de la centième édition[réf. nécessaire]. 
À partir de 2013, la Patrouille de France survole les Champs-Élysées à l'entrée des coureurs sur le circuit.

### Faits particuliers
L'édition qui reste généralement la plus souvent en mémoire est celle  du contre-la-montre individuel en 1989 lorsque le Français Laurent Fignon laisse échapper la victoire finale au profit de l'Américain Greg LeMond pour huit secondes. Il s'agit toujours du plus petit écart de temps de l'histoire entre le vainqueur du Tour et le deuxième du classement général. Au terme de cette dernière étape, Greg LeMond endosse à nouveau le maillot jaune (qu'il avait perdu 4 jours avant lors de la 17e étape au profit de Laurent Fignon) et gagne ici son deuxième Tour de France. 
En 1998, pour la première et seule fois, l'arrivée du Tour sur les Champs-Élysées a lieu en août (le 2) et non en juillet (la première étape ayant eu lieu le 11 juillet). Ce retard est du à l'organisation de la Coupe du monde de football en France dont la finale au Stade de France a lieu le 12 juillet (notamment pour l'attention médiatique et le maintien de la sécurité)[réf. nécessaire].
En 2003, le parcours a exceptionnellement servi de prologue à l'édition qui s'élançait de la capitale. Cette année-là, deux étapes ont eu lieu dans Paris : le prologue du 5 juillet (un contre-la-montre individuel de 6,5 km entre la tour Eiffel et la Maison de la radio) a été remporté par l'Australien Bradley McGee ; la dernière étape (20e), le 27 juillet, reliant Ville-d'Avray au Champs-Élysées a été gagnée par Jean-Patrick Nazon qui est, à ce jour, le dernier Français à avoir remporté la dernière étape sur les Champs-Élysées.
Deux arrivées du Tour sur les Champs-Élysées se sont déroulées en nocturne : lors de la 100e édition du Tour de France en 2013 et en 2019, année du centenaire de la création du maillot jaune.
L'arrivée la plus tardive du Tour de France sur les Champs-Élysées s'est déroulée le 20 septembre, en 2020 (le Tour s'est élancé le 29 août) à la suite du report de la compétition dû à la pandémie de Covid-19.
En 2023, la victoire du Belge Jordi Meeus, d'une courte tête, devant son compatriote et maillot vert Jasper Philipsen est adjugée grâce à la photo-finish[réf. nécessaire].
En 2024, en raison de l'organisation des Jeux olympiques de Paris, l'arrivée de la dernière étape ne se déroule pas à Paris mais à Nice (lors d'un contre-la-montre individuel qui a pour point de départ Monaco). Pour la première fois depuis la deuxième édition de la Grande Boucle en 1904, l'arrivée du Tour de France n'a pas lieu à Paris. Par ailleurs, le Tour de France ne s'est pas conclu par un contre-la-montre depuis 1989. Cette étape a été remportée par le maillot jaune, le Slovène Tadej Pogačar.

## Règlement
Les pavés peuvent devenir très glissants en cas de pluie. En ce sens, le règlement de l'épreuve dispose qu'en cas de conditions particulières, les temps définitifs peuvent être pris à la fin du premier ou n'importe quel autre passage. Ce fut le cas en 2005 où la pluie contraignit les organisateurs à arrêter les temps dès le premier passage. L'étape ira néanmoins jusqu'à son terme avec la victoire du Kazakh Alexandre Vinokourov. Ce fut également le cas en 2015, où les temps ont été arrêtés au premier passage du fait de la pluie. L'étape fut remportée au sprint par l'Allemand André Greipel. En 2025, les temps sont gélés au 4ème passage sur la ligne des Champs-Elysées soit juste avant la triple ascension de la côte de la butte de Montmartre en raison de la pluie qui s'abat sur le parcours. L'étape est remportée par le Belge Wout Van Aert qui a réussi à distancer dans la dernière ascension notamment le vainqueur final de ce Tour, le Slovène Tadej Pogacar.

## Parcours

### Villes de départ
Paris a accueilli le plus souvent le départ de cette étape (4 fois) : en 1975, 1976, 1977 et 2000. Viennent ensuite les villes de Fontenay-sous-Bois et Melun, trois fois chacune (respectivement en 1980, 1981 et 1982 ; 1991, 1998 et 2002).
Seules trois communes situées hors de la région Île-de-France ont été la ville de départ de cette étape : Orléans en 1985, Cosne-sur-Loire en 1986 et Chantilly en 2016. 
En 2003, Ville-d'Avray est le point de départ de l'étape. 100 ans auparavant, elle était la ville d'arrivée de la première édition du Tour, puis de l'édition suivante (en 1904).

### Circuit dans Paris
Dans Paris, si le nombre de tours a pu évoluer au fil des années, le parcours est resté le même de 1975 à 2012. La boucle de 6,5 km débute devant le Petit Palais en direction du nord-ouest. Les coureurs passent le rond-point des Champs-Élysées et continuent jusqu'à faire demi-tour à hauteur de la rue Arsène-Houssaye (1,5 km). Les coureurs reviennent ensuite sur leurs traces. Après un nouveau passage au rond-point (2,6 km) arrive la place de la Concorde (3,4 km) où ils effectuent une épingle par le Cours la Reine pour s'engouffrer dans la voie Georges-Pompidou, voie qui longe la Seine à droite et le Jardin des Tuileries à gauche. Ils prennent le tunnel de l'avenue du Général-Lemonnier (4,8 km) qui en son centre constitue le point le plus bas du circuit (altitude de 35 m). À sa sortie les coureurs tournent à gauche pour remonter par le nord le Jardin des Tuileries, par la Rue de Rivoli. Après un nouveau passage place de Concorde (5,9 km), ils reprennent l'avenue des Champs-Élysées pour rejoindre l'arrivée (6,5 km)[réf. nécessaire].
Cependant, à l'occasion du 100e Tour de France en 2013, le circuit a été modifié exceptionnellement afin qu'il fasse le tour de l'Arc de Triomphe lors de la dernière étape disputée au crépuscule. Le circuit est ainsi passé à 7 km. L'expérience s'avère concluante et cette modification est dès lors conservée définitivement[réf. nécessaire].
Depuis 2019, le peloton traverse les deux cours du Musée du Louvre avant d'entrer sur les Champs-Élysées[réf. nécessaire].
Depuis 2022, la ligne d’arrivée est reculée de 100 mètres afin de rallonger la distance entre le dernier virage et la ligne permettant un sprint massif plus fluide[réf. nécessaire].
En 2025, le circuit final est modifié. Après trois tours du circuit habituel, dont la traversée des cours du Louvre, les coureurs effectuent trois nouvelles boucles qui passent par la butte de Montmartre et s'inspirent du succès populaire du tracé de l'épreuve en ligne des Jeux olympiques de Paris 2024.

## Échappées
Étape de plat, elle est par tradition réservée aux sprinters. D’ailleurs, l’ėtape des Champs-Élysées est surnommée "Le championnat du monde des sprinters". Le maillot jaune change rarement lors de la dernière étape. Il n'y a eu qu'une exception sur les Champs, en 1989 où cette étape était disputée sous forme d'un contre-la-montre et non d'une étape en ligne. L'Américain Greg LeMond 
repris alors le maillot jaune à Laurent Fignon pour huit secondes et gagna le Tour. Généralement, le leader n'est pas attaqué par ses poursuivants au classement : Jean-Paul Ollivier évoquait un « pacte implicite de non-agression »,. Cela n'a pas toujours été le cas et lors de la première sur les Champs en 1975, Eddy Merckx a attaqué Bernard Thévenet mais sans succès. Il n'y a donc pas de réelles attaques, mais quelques échappées souvent lancées dans les tout derniers kilomètres. La rapidité du parcours (50 km/h de moyenne dans la partie montante et jusqu'à 70 dans la partie descendante) les voue souvent à l'échec[réf. nécessaire]. 
Seules quatre échappées ont pu aller au bout : celles des Français Alain Meslet en 1977, Bernard Hinault en 1979, vainqueur de l'étape devant le Néerlandais Joop Zoetemelk (ce qui fait que les deux premiers de la dernière étape sont aussi les deux premiers du Tour cette année-là), Eddy Seigneur en 1994 et le Kazakh Alexandre Vinokourov en 2005.

## Palmarès
| Année | Date         | Étape                                   | Ville départ                     | Distance (km)                    | Vainqueur d'étape                | Pays                             |                                  |
| ----- | ------------ | --------------------------------------- | -------------------------------- | -------------------------------- | -------------------------------- | -------------------------------- | -------------------------------- |
| 1975  | 20 juillet   | 22e étape                               | Paris                            | 163,4                            | Walter Godefroot                 | Belgique                         |                                  |
| 1976  | 18 juillet   | 22e étape (b)                           | Paris                            | 90,7                             | Gerben Karstens                  | Pays-Bas                         |                                  |
| 1977  | 24 juillet   | 22e étape (b)                           | Paris                            | 90,7                             | Alain Meslet                     | France                           |                                  |
| 1978  | 23 juillet   | 22e étape                               | Saint-Germain-en-Laye            | 161,5                            | Gerrie Knetemann                 | Pays-Bas                         |                                  |
| 1979  | 22 juillet   | 24e étape                               | Le Perreux                       | 180,3                            | Bernard Hinault                  | France                           |                                  |
| 1980  | 20 juillet   | 22e étape                               | Fontenay-sous-Bois               | 186,1                            | Pol Verschuere                   | Belgique                         |                                  |
| 1981  | 19 juillet   | 24e étape                               | Fontenay-sous-Bois               | 186,8                            | Freddy Maertens                  | Belgique                         |                                  |
| 1982  | 25 juillet   | 21e étape                               | Fontenay-sous-Bois               | 186,8                            | Bernard Hinault                  | France                           |                                  |
| 1983  | 24 juillet   | 22e étape                               | Alfortville                      | 195,0                            | Gilbert Glaus                    | Suisse                           |                                  |
| 1984  | 22 juillet   | 23e étape                               | Pantin                           | 196,5                            | Eric Vanderaerden                | Belgique                         |                                  |
| 1985  | 21 juillet   | 22e étape                               | Orléans                          | 196,0                            | Rudy Matthijs                    | Belgique                         |                                  |
| 1986  | 27 juillet   | 23e étape                               | Cosne-sur-Loire                  | 255,0                            | Guido Bontempi                   | Italie                           |                                  |
| 1987  | 26 juillet   | 25e étape                               | Créteil                          | 192,0                            | Jeff Pierce                      | États-Unis                       |                                  |
| 1988  | 24 juillet   | 22e étape                               | Nemours                          | 172,5                            | Jean-Paul van Poppel             | Pays-Bas                         |                                  |
| 1989  | 23 juillet   | 21e étape (contre-la-montre individuel) | Versailles                       | 24,5                             | Greg LeMond                      | États-Unis                       |                                  |
| 1990  | 22 juillet   | 21e étape                               | Brétigny-sur-Orge                | 182,0                            | Johan Museeuw                    | Belgique                         |                                  |
| 1991  | 28 juillet   | 22e étape                               | Melun                            | 178,0                            | Dimitri Konyshev                 | URSS                             |                                  |
| 1992  | 26 juillet   | 21e étape                               | La Défense                       | 141,0                            | Olaf Ludwig                      | Allemagne                        |                                  |
| 1993  | 25 juillet   | 20e étape                               | Viry-Châtillon                   | 196,5                            | Djamolidine Abdoujaparov         | Ouzbékistan                      |                                  |
| 1994  | 24 juillet   | 21e étape                               | Parc Disneyland                  | 175,0                            | Eddy Seigneur                    | France                           |                                  |
| 1995  | 23 juillet   | 20e étape                               | Sainte-Geneviève-des-Bois        | 155,0                            | Djamolidine Abdoujaparov         | Ouzbékistan                      |                                  |
| 1996  | 21 juillet   | 21e étape                               | Palaiseau                        | 147,5                            | Fabio Baldato                    | Italie                           |                                  |
| 1997  | 27 juillet   | 21e étape                               | Parc Disneyland                  | 149,5                            | Nicola Minali                    | Italie                           |                                  |
| 1998  | 2 août       | 21e étape                               | Melun                            | 147,5                            | Tom Steels                       | Belgique                         |                                  |
| 1999  | 25 juillet   | 20e étape                               | Arpajon                          | 143,5                            | Robbie McEwen                    | Australie                        |                                  |
| 2000  | 23 juillet   | 21e étape                               | Paris                            | 138,0                            | Stefano Zanini                   | Italie                           |                                  |
| 2001  | 29 juillet   | 20e étape                               | Corbeil-Essonnes                 | 160,5                            | Ján Svorada                      | République tchèque               |                                  |
| 2002  | 28 juillet   | 20e étape                               | Melun                            | 144,0                            | Robbie McEwen                    | Australie                        |                                  |
| 2003  | 27 juillet   | 20e étape                               | Ville-d'Avray                    | 160,0                            | Jean-Patrick Nazon               | France                           |                                  |
| 2004  | 25 juillet   | 20e étape                               | Montereau-Fault-Yonne            | 163,0                            | Tom Boonen                       | Belgique                         |                                  |
| 2005  | 24 juillet   | 21e étape                               | Corbeil-Essonnes                 | 144,5                            | Alexandre Vinokourov             | Kazakhstan                       |                                  |
| 2006  | 23 juillet   | 20e étape                               | Antony                           | 152,0                            | Thor Hushovd                     | Norvège                          |                                  |
| 2007  | 29 juillet   | 20e étape                               | Marcoussis                       | 144,5                            | Daniele Bennati                  | Italie                           |                                  |
| 2008  | 27 juillet   | 21e étape                               | Étampes                          | 143,0                            | Gert Steegmans                   | Belgique                         |                                  |
| 2009  | 26 juillet   | 21e étape                               | Montereau-Fault-Yonne            | 164,0                            | Mark Cavendish                   | Royaume-Uni                      |                                  |
| 2010  | 25 juillet   | 20e étape                               | Longjumeau                       | 102,5                            | Mark Cavendish                   | Royaume-Uni                      |                                  |
| 2011  | 24 juillet   | 21e étape                               | Créteil                          | 95,0                             | Mark Cavendish                   | Royaume-Uni                      |                                  |
| 2012  | 22 juillet   | 20e étape                               | Rambouillet                      | 120,0                            | Mark Cavendish                   | Royaume-Uni                      |                                  |
| 2013  | 21 juillet   | 21e étape                               | Versailles                       | 133,5                            | Marcel Kittel                    | Allemagne                        |                                  |
| 2014  | 27 juillet   | 21e étape                               | Évry                             | 137,5                            | Marcel Kittel                    | Allemagne                        |                                  |
| 2015  | 26 juillet   | 21e étape                               | Sèvres                           | 109,5                            | André Greipel                    | Allemagne                        |                                  |
| 2016  | 24 juillet   | 21e étape                               | Chantilly                        | 113,0                            | André Greipel                    | Allemagne                        |                                  |
| 2017  | 23 juillet   | 21e étape                               | Montgeron                        | 103,0                            | Dylan Groenewegen                | Pays-Bas                         |                                  |
| 2018  | 29 juillet   | 21e étape                               | Houilles                         | 116,0                            | Alexander Kristoff               | Norvège                          |                                  |
| 2019  | 28 juillet   | 21e étape                               | Rambouillet                      | 128,0                            | Caleb Ewan                       | Australie                        |                                  |
| 2020  | 20 septembre | 21e étape                               | Mantes-la-Jolie                  | 122,0                            | Sam Bennett                      | Irlande                          |                                  |
| 2021  | 18 juillet   | 21e étape                               | Chatou                           | 108,4                            | Wout van Aert                    | Belgique                         |                                  |
| 2022  | 24 juillet   | 21e étape                               | Paris La Défense Arena           | 115,6                            | Jasper Philipsen                 | Belgique                         |                                  |
| 2023  | 23 juillet   | 21e étape                               | Saint-Quentin-en-Yvelines        | 115,1                            | Jordi Meeus                      | Belgique                         |                                  |
| 2024  | 21 juillet   | 21e étape                               | Arrivée du Tour de France à Nice | Arrivée du Tour de France à Nice | Arrivée du Tour de France à Nice | Arrivée du Tour de France à Nice | Arrivée du Tour de France à Nice |
| 2025  | 27 juillet   | 21e étape                               | Mantes-la-Ville                  | 132,3                            | Wout van Aert                    | Belgique                         |                                  |

### Faits notables

#### Maillot jaune et vainqueur du Tour
Un seul coureur portait le maillot jaune lorsqu'il a remporté l'étape : le Français Bernard Hinault en 1979 et 1982. 
Seuls deux coureurs ayant remporté l'étape ont également gagné le Tour de France  :
- Bernard Hinault en 1979 et 1982
- L'Américain Greg LeMond en 1989.

#### Maillot vert
Six coureurs porteurs du maillot vert (leader du classement par points) ont été victorieux sur les Champs-Élysées :
- Le Français Bernard Hinault en 1979
- Le Belge Freddy Maertens en 1981
- L'Ouzbek Djamolidine Abdoujaparov en 1993
- L'Australien Robbie McEwen en 2002
- Le Britannique Mark Cavendish en 2011
- L'Irlandais Sam Bennett en 2020.

#### Vainqueur des Champs-Élysées ayant remporté une ou plusieurs étapes lors de la même édition
- 1976 : Gerben Karstens
- 1978 : Gerrie Knetemann
- 1979 et 1982 : Bernard Hinault
- 1981 : Freddy Maertens
- 1984 : Eric Vanderaerden
- 1985 : Rudy Matthijs
- 1986 : Guido Bontempi
- 1988 : Jean-Paul Van Poppel
- 1989 : Greg LeMond
- 1990 : Johan Museeuw
- 1991 : Dimitri Konyshev
- 1993 : Djamolidine Abdoujaparov
- 1997 : Nicola Minali
- 1998 : Tom Steels
- 2002 : Robbie McEwen
- 2004 : Tom Boonen
- 2005 : Alexandre Vinokourov
- 2006 : Thor Hushovd
- 2007 : Daniele Bennati
- 2009, 2010, 2011, 2012 : Mark Cavendish
- 2013, 2014 : Marcel Kittel
- 2015 : André Greipel
- 2019 : Caleb Ewan
- 2020 : Sam Bennett
- 2021 : Wout van Aert
- 2022 : Jasper Philipsen

#### Lanterne rouge
Quatre coureurs ayant remporté cette étape ont été lanterne rouge lors d'une autre édition du Tour de France :
- Le Suisse Gilbert Glaus, vainqueur de cette étape en 1983, sera un an plus tard, lanterne rouge du Tour 1984.
- L'Irlandais Sam Bennett a terminé dernier du Tour 2016. Quatre en plus tard, en 2020, il remporte l'étape des Champs-Élysées tout en portant le maillot vert.
- Trois ans après sa victoire sur les Champs-Élysées en 2019, l'Australien Caleb Ewan est dernier du classement général du Tour 2022.
- Quadruple vainqueur sur les Champs-Élysées de 2009 à 2012, le Britannique Mark Cavendish est lanterne rouge du Tour 2024 au terme de la dernière étape, un contre-la-montre individuel Monaco - Nice (l'arrivée n'ayant pas lieu sur les Champs-Élysées en raison de l'organisation des Jeux olympiques de Paris 2024).

## Statistiques

### Nombre d'arrivants et écart de temps
- Plus grand nombres d'arrivants lors de cette étape : 174 en 2016
- Plus petit nombre d'arrivants : 53 en 1977

- Plus grand écart de temps entre le vainqueur et le dernier de l'étape :

### Victoires par nation
| #   | Pays               | Victoires | Dernière victoire                |
| --- | ------------------ | --------- | -------------------------------- |
| 1.  | Belgique           | 13        | Wout van Aert en 2025            |
| 2.  | France             | 5         | Jean-Patrick Nazon en 2003       |
|     | Italie             | 5         | Daniele Bennati en 2007          |
|     | Allemagne          | 5         | André Greipel en 2016            |
| 5.  | Royaume-Uni        | 4         | Mark Cavendish en 2012           |
|     | Pays-Bas           | 4         | Dylan Groenewegen en 2017        |
| 7.  | Australie          | 3         | Caleb Ewan en 2019               |
| 8.  | États-Unis         | 2         | Greg LeMond en 1989              |
|     | Ouzbékistan        | 2         | Djamolidine Abdoujaparov en 1995 |
|     | Norvège            | 2         | Alexander Kristoff en 2018       |
| 11. | Suisse             | 1         | Gilbert Glaus en 1983            |
|     | URSS               | 1         | Dimitri Konyshev en 1991         |
|     | République tchèque | 1         | Ján Svorada en 2001              |
|     | Kazakhstan         | 1         | Alexandre Vinokourov en 2005     |
|     | Irlande            | 1         | Sam Bennett en 2020              |

#### Nombres de coureurs vainqueurs par nation
- La Belgique est la nation la plus titrée : 13 victoires offertes par douze coureurs différents
- France : 5 victoires et 4 coureurs
- Italie : 5 victoires, 5 coureurs
- Allemagne : 5 victoires, 3 coureurs
- Royaume-Uni : 4 victoires pour le seul et même coureur
- Pays-Bas : 4 victoires, 4 coureurs
- Australie : 3 victoires, 2 coureurs
- États-Unis : 2 victoires, 2 coureurs
- Ouzbékistan : 2 victoires pour le seul et même coureur
- Norvège : 2 victoires, 2 coureurs

#### Victoires consécutives
- Le Royaume-Uni et l'Allemagne ont remporté 4 victoires consécutives chacun (respectivement de 2009 à 2012 et de 2013 à 2016).
- La Belgique a eu 3 victoires consécutives, de 2021 à 2023.
- La Belgique a également eu 2 victoires consécutives, en 1980 et 1981 puis en 1984 et 1985, tout comme l'Italie (1996 et 1997).

#### Première victoire
15 pays ont vu au moins un de leurs coureurs remporter l'étape.
- La Belgique a eu sa première victoire en 1975,
- les Pays-Bas en 1976,
- la France en 1977,
- la Suisse en 1983,
- l'Italie en 1986,
- les États-Unis en 1987,
- l'URSS en 1991,
- l'Allemagne en 1992,
- l'Ouzbékistan en 1993,
- l'Australie en 1999,
- la République tchèque en 2001,
- le Kazakhstan en 2005,
- la Norvège en 2006,
- le Royaume-Uni Uni en 2009,
- l'Irlande en 2020.

### Victoires individuelles

#### Généralités
Sur les 50 éditions, 41 coureurs ont remporté au moins une fois cette étape 

#### Coureurs ayant gagné au moins deux fois l'étape
| #  | Coureurs                 | Victoires | Pays        |
| -- | ------------------------ | --------- | ----------- |
| 1. | Mark Cavendish           | 4         | Royaume-Uni |
| 2. | Bernard Hinault          | 2         | France      |
|    | Djamolidine Abdoujaparov | 2         | Ouzbékistan |
|    | Robbie McEwen            | 2         | Australie   |
|    | Marcel Kittel            | 2         | Allemagne   |
|    | André Greipel            | 2         | Allemagne   |
|    | Wout van Aert            | 2         | Belgique    |

#### Victoires consécutives et autres records
- En 2010, le Britannique Mark Cavendish est le premier coureur à gagner deux fois d'affilée sur les Champs-Élysées. En 2011, lors de son troisième triomphe, il devient le cinquième coureur à la fois porteur du maillot vert et gagnant de l'étape. En 2012, il remporte sa quatrième victoire consécutive sur cette dernière étape, accentuant ainsi son record.

- Les coureurs allemands Marcel Kittel et André Greipel ont remporté l'étape deux fois d'affilée (2013 et 2014 ; 2015 et 2016).

- Le Belge Wout Van Aert signe l'intervalle de temps le plus long entre une première et une deuxième victoire (4 ans).

#### Âge des vainqueurs
- Le plus jeune coureur victorieux sur les Champs-Élysées est le Belge Eric Vanderaerden à 22 ans, 5 mois et 11 jours en 1984.
- Les deux plus âgés sont le Néerlandais Gerben Karstens à 34 ans, 6 mois et 4 jours en 1976 et l'Allemand André Greipel à 34 ans et 8 jours lors de sa deuxième victoire en 2016.